# Alexandra do Nascimento
Alexandra do Nascimento (født 16. september 1981 i Sao Paulo, Brasilien) er en brasiliansk håndboldspiller, der spiller for Alba Fehérvár KC i Ungarn efter HCM Baia Mare lukkede og for det brasilianske landshold. Hun har tidligere spillet for østrigske Hypo Niederösterreich. I 2013 var hun med til at vinde Verdensmesterskabet; det første for både Brasilien og Sydamerika.